# Peter Hofbauer (Basketballspieler)
Peter Hofbauer (* 14. Juli 1998 in Hainburg an der Donau) ist ein österreichischer Basketballspieler.

## Laufbahn
Hofbauer durchlief ab 2012 die Nachwuchsabteilung des Wiener Vereins Vienna D.C. Timberwolves, im Spieljahr 2014/15 kam er zu ersten Kurzeinsätzen in der Wiener Herrenmannschaft in der 2. Bundesliga und wurde mit den „Wölfen“ Meister der zweiten Liga.
In der Saison 2017/18 glänzte er mit einer Erfolgsquote beim Dreipunktwurf von 46,9 Prozent und erzielte 9,5 Punkte im Schnitt, er gewann mit der Mannschaft den Meistertitel in der 2. Bundesliga und stieg in die Bundesliga auf.

### Nationalmannschaft
Hofbauer nahm in den Altersbereichen U16 und U18 an B-Europameisterschaften teil. Bei der B-EM 2016 war er mit 11,6 Punkten pro Partie zweitbester Korbjäger der österreichischen Mannschaft.